# Miloš Štejfa (1929)
Miloš Štejfa (28. května 1929, Brno – 20. května 2015, Brno) byl český lékař působící v oboru interní medicíny a kardiologie.

## Život
Od roku 1979 byl vedoucím kardiologické jednotky intenzivní péče na II. interní klinice Fakultní nemocnice u sv. Anny v Brně a v letech 1990–1997 zde již vedl I. interní kliniku. V roce 1988 se stal profesorem. V letech 1991–1992 byl prvním prezidentem České lékařské komory. V roce 1996 byl pasován na Rytíře českého lékařského stavu. Byl předsedou pracovní skupiny Srdeční selhání České kardiologické společnosti a České internistické společnosti.
Ve své odborné činnosti se zabýval ischemickou chorobou srdeční, akutním koronárním syndromem, srdečním selháním, kardiovaskulární farmakoterapií a prevencí.
Jeho manželkou byla prof. MUDr. Alena Dapeci, DrSc., jeho otec byl kardiolog prof. MUDr. Miloš Štejfa.